# 管雷
管雷（？—），男，中华人民共和国政治人物，曾任中共青海省委常委、秘书长、政法委书记，青海省人大常委会副主任。